# Coucal à face noire
Centropus melanops
Espèce
Statut de conservation UICN

 LC  : Préoccupation mineure
Le Coucal à face noire (Centropus melanops) est une espèce de coucals, oiseaux de la famille des Cuculidae, endémique des Philippines.

## Liste des sous-espèces et répartition
- Centropus melanops banken Hachisuka, 1934 — Dinagat, Siargao, Mindanao et Basilan.
- Centropus melanops melanops Lesson, 1830 — Bohol, Leyte et Samar.